# Brorfelde (Danemark)
Pour les articles homonymes, voir Brorfelde.

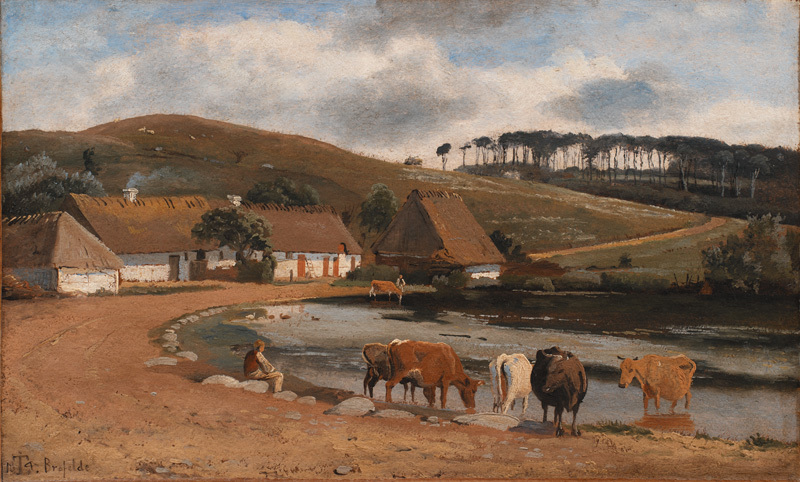
Johan Thomas Lundbye, Køer vandes ved et gadekær. Brofelde, 1844.

Brorfelde est un village de la paroisse de Kvanløse, au nord-ouest de la Zélande au Danemark. 
Il est situé sur un terrain vallonné près de la forêt de Brorfelde. Près du village se trouve l'observatoire de Brorfelde, désormais protégé.

## Géographie
Brorfelde est situé à 5 kilomètres d'Ugerløse (da), à 6 kilomètres de Gammel Tølløse (da) et à environ 11 kilomètres de Holbæk. Il faita partie de la municipalité de Holbæk.